# Cyrtodactylus houaphanensis
Cyrtodactylus houaphanensis — вид ящірок з родини геконових (Gekkonidae). Описаний у 2020 році.

## Поширення
Ендемік Лаосу. Відомий лише у типовому місцезнаходженні — поблизу селища В'єнгсай у провінції Хуапхан на півночі країни.

## Опис
Дрібна ящірка, завдовжки 7,5 см.